# Astomi
Nell'Induismo, gli Astomi  sono un'antica razza leggendaria di persone che non hanno bisogno di mangiare o bere del tutto, e sopravvivono odorando mele e fiori.
Megastene menziona questa gente nel suo Indica.  Collocati alla foce del fiume Gange, sono descritti come esseri dai corpi rozzi, pelosi e senza bocca. Quando viaggiano sono soliti trasportare radici, fiori e mele da odorare. Possono morire a causa di odori sgradevoli.
Ne parlano Solino, Plinio e Gellio, oltre che, sulla loro scorta, Petrarca («s'alcun vive / Sol d'odore» in Canzoniere, CXCI 10-11).